# Mazapil
Mazapil är en kommun i Mexiko.   Den ligger i delstaten Zacatecas, i den centrala delen av landet, 600 km nordväst om huvudstaden Mexico City.
Följande samhällen finns i Mazapil:
- El Vergel
- Majoma
- Pozo Hidalgo
- San Rafael
- El Jazmin
- El Rodeo
- Concepción de la Norma
- Tanquecillos
- La Presita
- Salto de San Juan
- Veintiuno de Marzo
- Francisco Villa Uno